# ロジャー・プラット
ロジャー・プラット（Roger Pratt, 1947年2月27日 - 2024年12月31日）はイングランドのレスター出身の撮影監督。テリー・ギリアムやニール・ジョーダンの作品の撮影で知られている。

## 主な作品
- クリムゾン 老人は荒野をめざす The Crimson Permanent Assurance （1983年） 短編作品
- 未来世紀ブラジル Brazil （1985年）
- モナリザ Mona Lisa （1986年）
- バットマン Batman （1989年）
- フィッシャー・キング The Fisher King （1991年）
- 永遠の愛に生きて Shadowlands （1993年）
- フランケンシュタイン Frankenstein （1994年）
- 12モンキーズ Twelve Monkeys （1995年）
- ラブ・アンド・ウォー In Love and War （1996年）
- アベンジャーズ The Avengers （1998年）
- ことの終わり The End of the Affair （1999年）
- 102 102 Dalmatians （2000年）
- ショコラ Chocolat （2000年）
- アイリス Iris （2001年）
- ハリー・ポッターと秘密の部屋 Harry Potter and the Chamber of Secrets （2002年）
- トロイ Troy （2004年）
- ハリー・ポッターと炎のゴブレット Harry Potter and the Goblet of Fire （2005年）
- あの日の指輪を待つきみへ Closing the Ring （2007年）
- ベスト・キッド The Karate Kid （2010年）